# Pierrot Lunaire (Schönberg)
Pierrot Lunaire és una obra d'Arnold Schönberg que data de l'any 1912 i es considera una obra de referència del període atonal del compositor. Està escrita per a veu recitant femenina acompanyada de cinc instruments principals, tot i que es distingeixen vuit timbres (clarinet, clarinet baix, flauta, flautí, violí, viola, violoncel i piano), adaptats aquests a les necessitats sonores per donar força al text. Els poemes són del belga Albert Giraud.

## Anàlisi
Es tracta d'una obra atonal i, per tant, desapareix la necessitat d'una tònica, i el contrapunt deixa de ser regit per un principi visible i passa a tenir una organització racional en cada una de les seves parts. Una de les característiques més importants de l'obra és el seu caràcter expressiu que la reivindica, tot i tractar d'un expressivo qualitativament diferent del mateix romanticisme. Ja no tracta de simular o fingir les passions com passava en la música dramàtica des de Monteverdi a Verdi, sinó que Schönberg es decideix a aportar-li a la seva obra els impulsos del subconscient.
A Pierrot Lunaire la música dona força i vitalitat al text i el text, emfatitza els components de la música creant un somni psicoanalitzat on es troben impulsos que marquen l'aparició de sensacions. Tot això donat pel seu tractament del llenguatge musical, un llenguatge que igual ens presenta una veu descuidada amb el tractament de l'instrument molt acurat, tot per donar com a resultat final la seva idea d'intentar explicar la seva consciència musical.
D'aquesta manera, en el tercer poema, la veu crispada des del primer moment sense línia melòdica, juga distorsionada amb la frase, amb salts intervàl·lics que quasi es podrien considerar crits. L'expressió d'intranquil·litat es transmet també als instruments.
Al quart, sobresurten les dissonàncies dels instruments de vent, i trobem un ambient de calma, mentre la veu camina en piano amb insinuacions puntuals als diferents instruments. Internament es respira una inquietud.
Al sisè, Madonna, cobra especial rellevància el timbre i la independència melòdica dels diferents instruments. El clarinet i la flauta acompanyats pels pizzicatos del cello, caminen junts mentre la veu a poc a poc va agafant importància. Destaquen els acords dissonants que preludien la tercera estrofa. En arribar a ella, torna a aparèixer el discurs, aquest cop més present i afirmatiu, esdevenint aquí la seva màxima expressió. Acaba aquest amb els acords dissonants del piano amb la col·laboració del cello.
Al setè, agafen importància les puntualitzacions melòdiques de la flauta com acompanyament independent al discurs de la veu. La veu, sembla incorporar la pròpia mort, tremola i es torna greu quan diu: “todeskranker Mond”, (lluna malalta de mort).
El vuitè, comença amb unes notes greus del piano que transfereixen una sensació de gravetat, foscor i mort on se li adjunten la veu i les notes greus del cello. La tensió creix en la segona estrofa; els tremolos de la corda van caminant cap a un crescendo del greu del clarinet i el cello. La veu penetra dins d'aquesta tensió agafant la seva màxima expressió quan diu la frase: “Finistre schwarze Riesenfalter”, (sinistra papallona negra).
Mereix una especial importància la segona estrofa del onzè poema, on trobem la seva màxima tensió. Destaca aquí la presència del clarinet amb el trèmolo de la corda i on una veu extremadament esgarrada, gairebé es trenca quan diu: “zu grausam Abendmahle”, (per la cruel eucaristia).
Al dotzè poema, Schoenberg juga amb el temps. L'extrema velocitat a la qual passa fa quasi inintel·ligible el text, que passa com un sospir, on el temps s'acaba, i no dona temps per dir res més.
Al tretzè, sobresurt sobretot, els salts intervàl·lics breus i ràpids de la veu aquest cop acompanyada pel cello i el piano.
Al poema divuit, vol transmetre el descontrol que es produeix en el discurs musical per culpa de la “Mondfleck”, (taca de lluna). Expressa el que persisteix i no es pot eliminar, molesta i és un incordi per a Pierrot. La música aquí, arribar a tenir un punt divertit.
El vintè, “Heimfahrt”, (tornar a casa), es presenta com un discurs més distens. La música es mostra més esperançada, avança i camina ajudada pels vents que l'acompanyen al llarg del viatge. La flauta i els pizzicatos del cello donen la sensació d'aquest moviment, el fet de tornar a casa.
En tota l'obra, els recursos musicals utilitzats (crescendos i diminuendos, relacions fòniques on els silencis tenen un paper estructural, línies melòdiques sobreposades a talls i frases trencades, etc.) resulten acords en la idea de plasmar la nova realitat del món.
En Pierrot Lunaire, el text dels poemes de A. Giraud, és la font d'una orientació surrealista que serveix a Schönberg per destacar el seu nou expressivo. Així, en l'obra es revela doncs, la destresa de Schönberg en el tractament d'un llenguatge musical brillant i innovador, tant pel que fa a la seva habilitat contrapuntística com en el tractament harmònic.
No hem d'oblidar la importància de l'atonalisme al llenguatge musical de Pierrot, basat en la igualtat dels dotze sons cromàtics, situa la dissonància i la consonància en un mateix pla d'igualtat.

## Estructura
L'obra està separada en 21 parts, 21 poemes d'Albert Giraud, que formen part de l'obra de 50 poemes d'aquest, anomenada també Pierrot Lunaire:
- I Pierrot Lunaire
- II Colombine
- III Der Dandy
- IV Eine blasse Wascherin
- V Valse de Chopin
- VI Madonna
- VII Der kranke Monde
- VIII Die Nacht
- IX Gebet an Pierrot
- X Raub
- XI Rote Messe
- XII Galgenlied
- XIII Enthauptung
- XIV Die kreuze
- XV Heimweh
- XVI Gemeinheit
- XVII Parodie
- XVIII Der Mondfleck
- XIX Serenade
- Pierrot Lunaire, op. 21: XX Heimfarht
- XXI O alter Duft

## Enregistraments
En 1940 el mateix compositor va enregistrar l'obra amb Erika Stiedry-Wagner com a solista. Altres artistes importants la van enregistrar, com Phyllis Bryn-Julson (el 1991 i el 1992), Jan DeGaetani (1970) Yvonne Minton (1977), Karin Ott (1990), Helga Pilarczyk (1961) Christine Schäfer (1997) i Anja Silja amb Robert Craft com a director (1999).